# Nationaal park Port-Cros

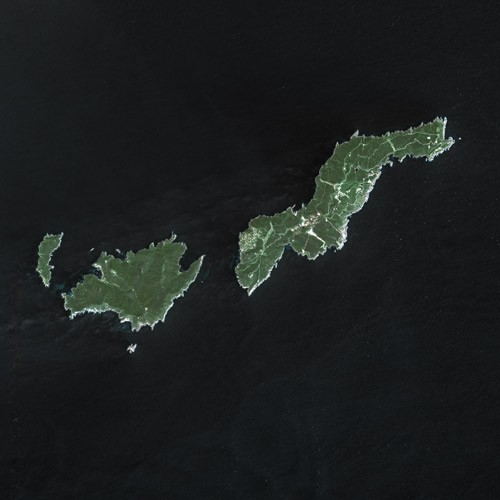
Satellietfoto van Port-Cros (links) en Île du Levant (rechts)

Nationaal park Port-Cros (Frans: Parc national de Port-Cros) is een Frans nationaal park op en nabij het eiland Port-Cros in de Middellandse Zee, ten oosten van Toulon. Het nationaal park omvat behalve het eiland Port-Cros ook de naburig eilandjes la Gabinière, le Bagaud en le Rascas en stroken water langs de kust. Het park beslaat 700 hectare die boven water zijn gelegen en 1288 hectare kustwateren die samen het eerste onderwaterpark in Europa vormen. Het onderwaterpark wordt druk bezocht door sportduikers vanwege de rijke onderwaterwereld en de vele zeebaarzen.
Het park, een beschermd natuurgebied, is in 1963 opgericht nadat de staat het eiland had toegeëigend. In 1998 kreeg het park het Europese diploma (Diplome Européen) toegekend door de Raad van Europa. Sinds 2001 wordt het erkend als 'speciaal beschermd gebied in de Middellandse Zee'.

## Afbeeldingen

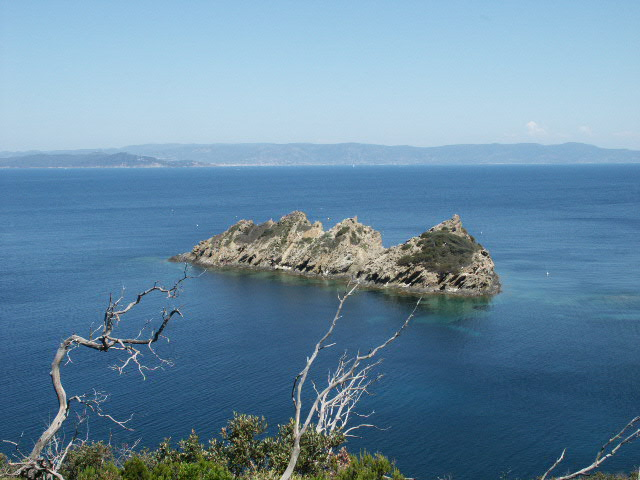
Ilot du Rascas aan de Noordkant
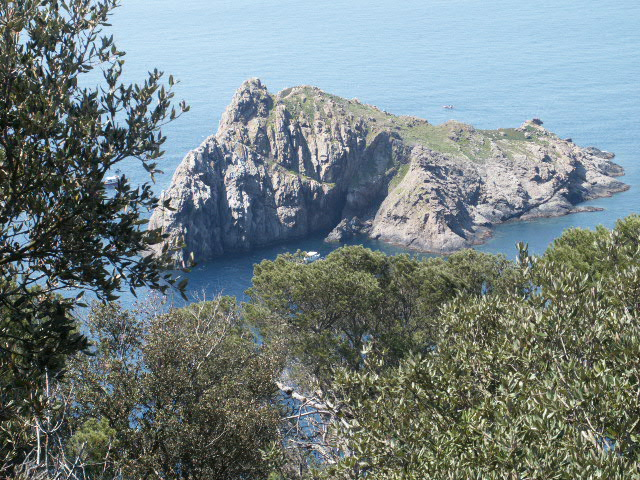
Ilot de la Gabiniere aan de Zuidkant
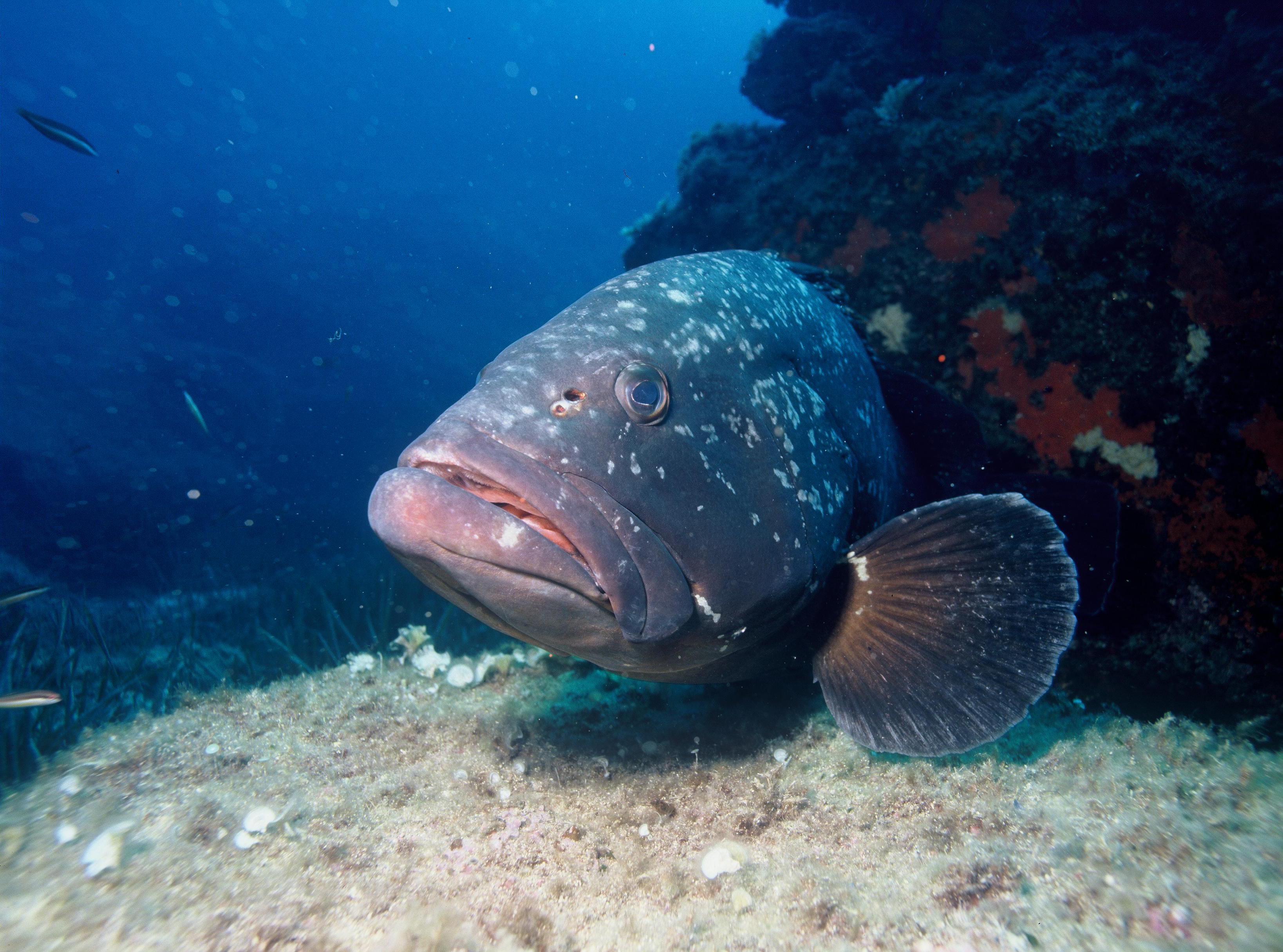
Zeebaars van La Gabiniere
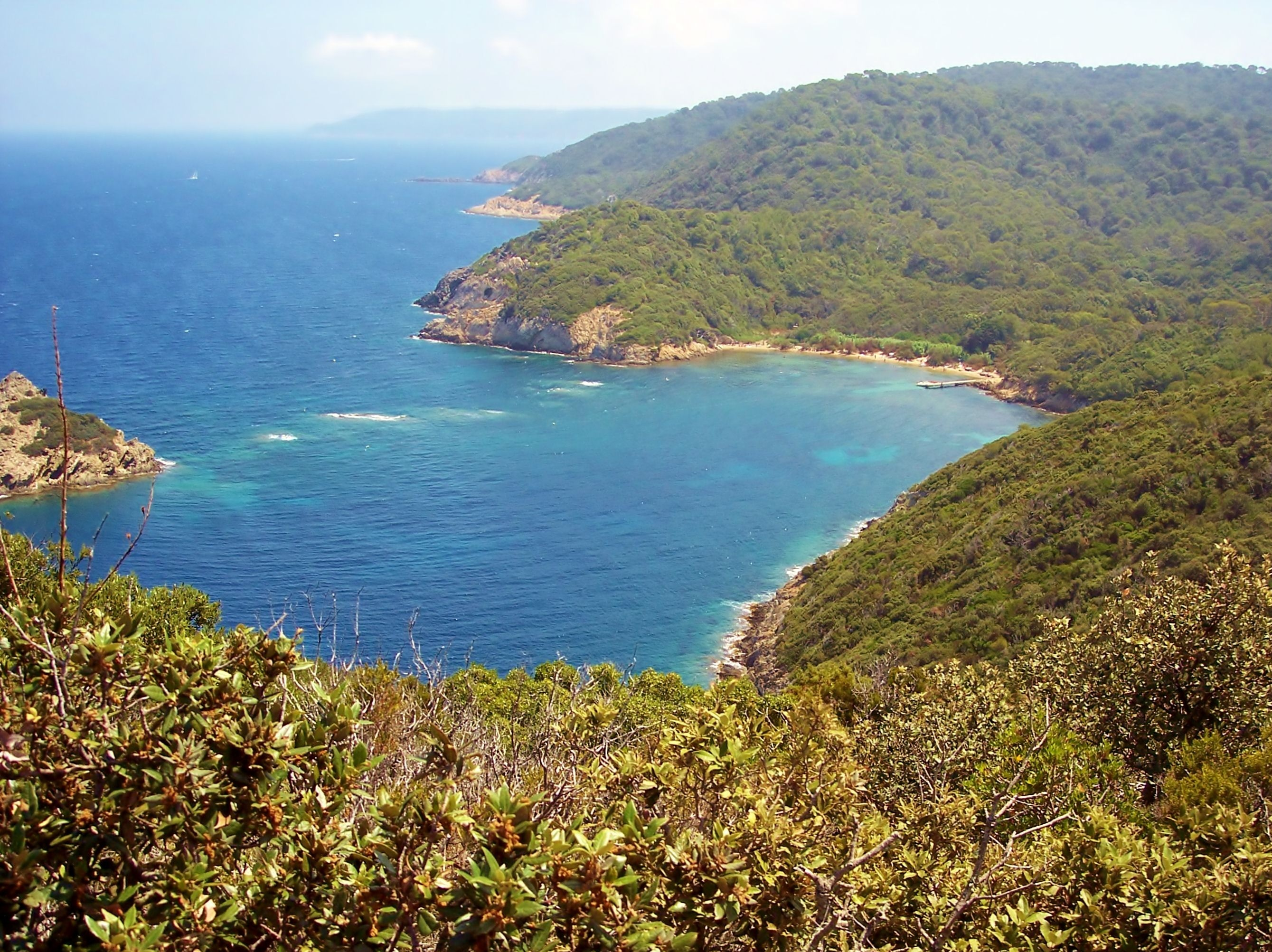
Baai van La Palud
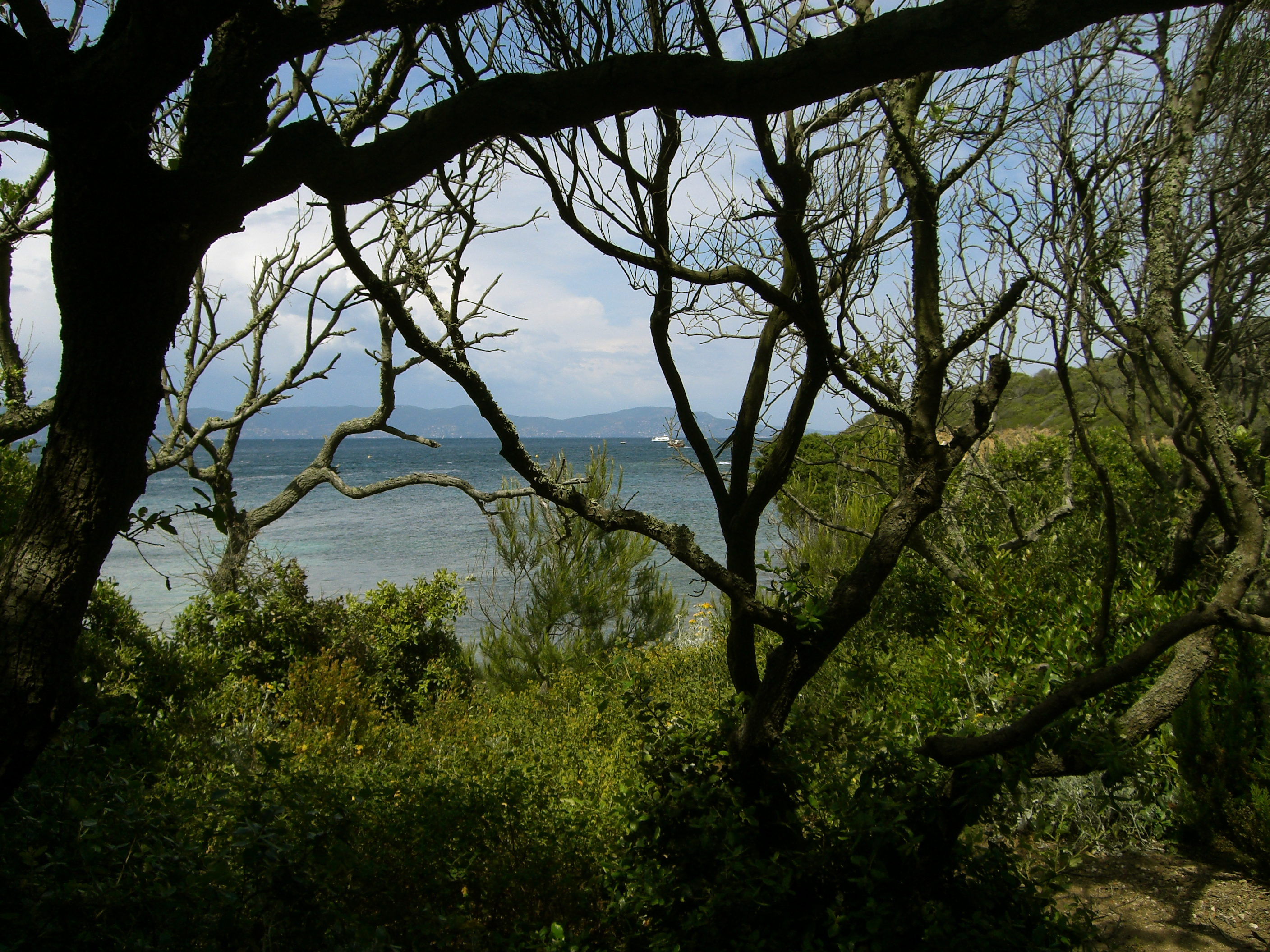
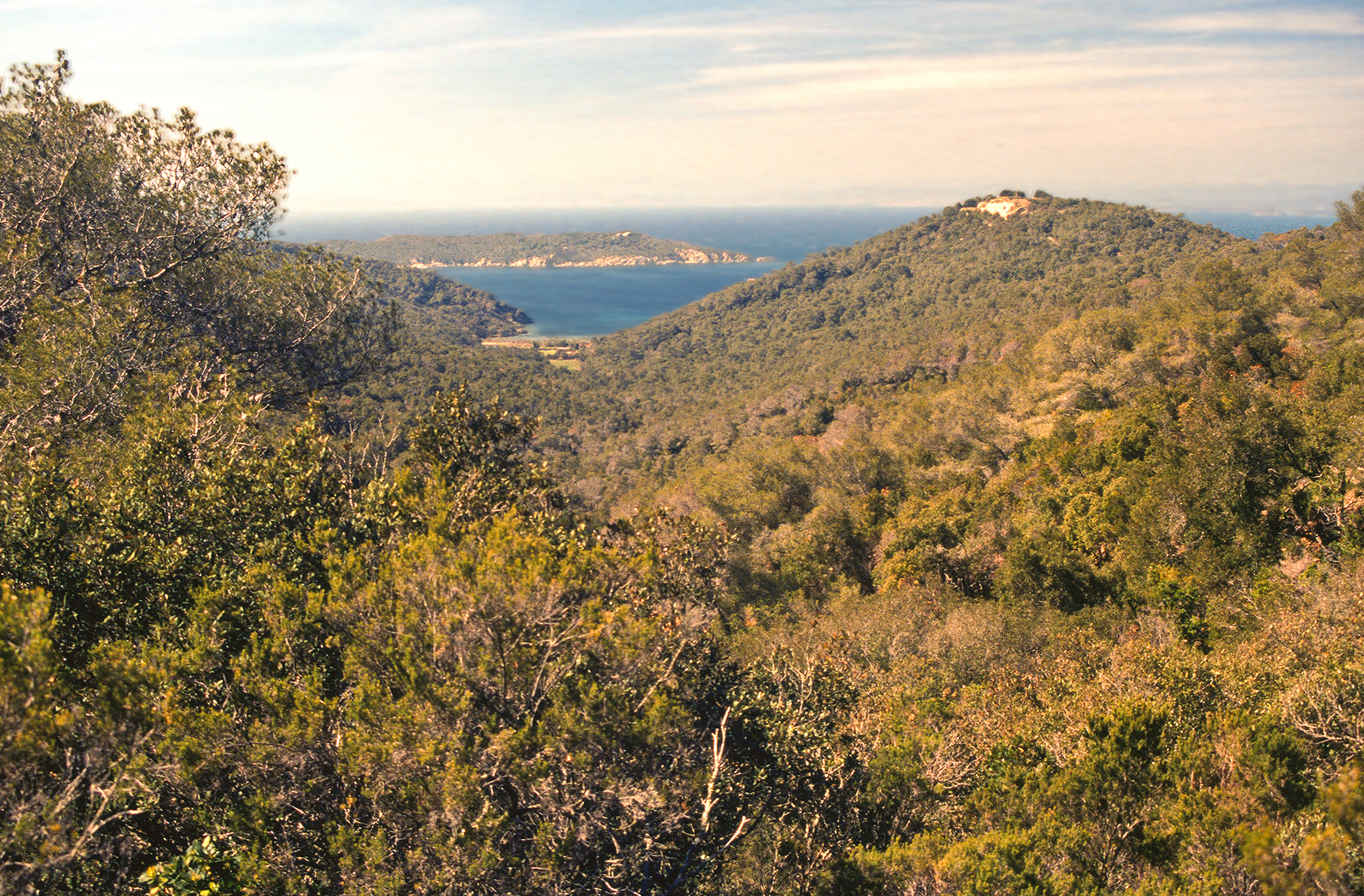